# پلنگ صورتی
پلنگ صورتی (به انگلیسی: The Pink Panther) فرانچایز رسانه‌ای آمریکایی است که عمدتاً بر روی مجموعه‌ای از فیلم‌های کمدی-معمایی تمرکز دارد که یک کارآگاه پلیس ناکارآمد فرانسوی به نام بازرس ژاک کلوزو را به نمایش می‌گذارد. این فرنچایز با اکران فیلم پلنگ صورتی در سال ۱۹۶۳ آغاز شد. نقش کلوزو توسط پیتر سلرز آغاز شد و بیشتر با او مرتبط است. بیشتر فیلم‌ها توسط بلیک ادواردز نوشته و کارگردانی شده‌است و موسیقی تیتراژ آن توسط هنری مانچینی ساخته شده‌است. عناصر و شخصیت‌های الهام‌گرفته از فیلم‌ها در رسانه‌های دیگر، از جمله کتاب‌ها، کتاب‌های کمیک، بازی‌های ویدیویی و مجموع‌های انیمیشن اقتباس شدند.
اولین فیلم از این مجموعه نام خود را از الماس صورتی گرفته است که اندازه و ارزش بسیار زیادی دارد. این الماس «پلنگ صورتی» نامیده می‌شود، زیرا گفته می‌شود که نقص در مرکز آن، وقتی از نزدیک دیده شود، شبیه یک پلنگ صورتی جهنده است. این عبارت دوباره در عنوان چهارمین فیلم بازگشت پلنگ صورتی ظاهر می‌شود که در آن سرقت الماس دوباره داستان اصلی است. این عبارت برای تمام فیلم‌های بعدی این مجموعه استفاده می‌شد، حتی زمانی که جواهر در داستان نقش نداشت. این جواهر در نهایت در شش فیلم از یازده فیلم ظاهر شد.
اولین فیلم این مجموعه دارای یک سکانس آغازین متحرک بود که توسط دی‌اف‌ئی ساخته شده بود و «آهنگ پلنگ صورتی» اثر مانچینی و همچنین شخصیت پلنگ صورتی را در بر می‌گرفت. شخصیت انیمیشن پلنگ صورتی که توسط هاولی پرت و فریز فرلنگ طراحی شده بود، متعاقباً در مجموعه‌ای از کارتون‌های تئاتری به نمایش درآمد که با پینک فینک در سال ۱۹۶۴ شروع شد. این مجموعه کارتونی بالاترین شهرت خود را در تلویزیون به دست آورد و صبح شنبه با عنوان نمایش پلنگ صورتی پخش شد. این شخصیت در سال ۱۹۷۵ به سکانس‌های آغازین سری فیلم بازگشت.
مجموعه فیلم‌های کمدی-پلیسی است که اولین آن‌ها در سال ۱۹۶۳ ساخته شد و با موفقیت آن دنباله‌های زیادی برایش ساخته شد. تمرکز این مجموعه بر روی کاراگاه و کارهای او نیست، بلکه محور آن شخصیت پلنگ صورتی است.
اغلب فیلم‌های مجموعه پلنگ صورتی ساخته بلیک ادواردز می‌باشد و پیتر سلرز هنرپیشه انگلیسی نیز نقش بازرس کلوزو فرانسوی را ایفا کرده‌است. پس از مرگ پیتر سلرز، ادواردز به سراغ روبرتو بنینی کمدین معروف ایتالیایی می‌رود و در سال ۱۹۹۳ با فیلم پسر پلنگ صورتی سعی در ادامه ساخت مجموعه می‌دهد، اما چندان مورد استقبال قرار نمی‌گیرد.
تیتراژ خاص و استثنایی این سری، در نزد کارشناسان و فیلم‌سازان و عموم مردم طرفداران زیادی پیدا کرد و در همین تیتراژ فیلم‌ها بود که باعث معروفیت کارکتر پلنگ صورتی  شد. در همین سال نیز انیمیشن کوتاه آن به کارگردانی فریز فرلنگ و هالی پرات، موفق به دریافت جایزه اسکار انیمیشن‌های کوتاه گردید.
نخستین فیلم سینمایی این مجموعه به کارگردانی استیو مارتین در سال ۲۰۰۶ و توسط کمپانی کلمبیا پیکچرز و مترو گلدوین میر تولید شد. تا مارس ۲۰۱۵ این مجموعه در حال ساخت بود.

## آمار
| عنوان                        | تاریخ انتشار   | مقبولیت | سود          |
| ---------------------------- | -------------- | ------- | ------------ |
| پلنگ صورتی                   | ۷ ژانویه ۱۹۶۴  | 90%     | $۱۰٬۸۷۸٬۱۰۷  |
| تیری در تاریکی               | ۲۳ ژوئن ۱۹۶۴   | 93%     | $۱۲٬۳۶۸٬۲۳۴  |
| بازرس کلوزو                  | ۱۹ ژوئیه ۱۹۶۸  | نامعلوم | نامعلوم      |
| بازگشت پلنگ صورتی            | ۲۱ مه ۱۹۷۵     | 88%     | $۴۱٬۸۳۳٬۳۴۷  |
| پلنگ صورتی دوباره ضربه می‌زند | ۱۵ دسامبر ۱۹۷۶ | 83%     | $۳۳٬۸۳۳٬۲۰۱  |
| انتقام پلنگ صورتی            | ۱۹ ژوئیه ۱۹۷۸  | 82%     | $۴۹٬۵۷۹٬۲۶۹  |
| ردپای پلنگ صورتی             | ۱۷ دسامبر ۱۹۸۲ | 25%     | $۹٬۰۵۶٬۰۷۳   |
| نفرین پلنگ صورتی             | ۱۲ اوت ۱۹۸۳    | 29%     | $۴٬۴۹۱٬۹۸۶   |
| پسر پلنگ صورتی               | ۲۷ اوت ۱۹۹۳    | 16%     | $۲٬۴۳۸٬۰۳۱   |
| پلنگ صورتی                   | ۱۰ فوریه ۲۰۰۶  | 22%     | $۱۵۸٬۸۵۱٬۳۵۷ |
| پلنگ صورتی ۲                 | ۶ فوریه ۲۰۰۹   | 12%     | $۷۵٬۹۳۶٬۴۹۴  |